# Super-Formula-Saison 2014
Die Super-Formula-Saison 2014 war die 28. Saison der Super Formula. Sie umfasste insgesamt sieben Rennwochenenden. Die Saison begann am 13. April und endete am 9. November in Suzuka. Es war die erste Saison mit dem neuen Chassis Dallara SF14.

## Teams und Fahrer
Alle Teams fuhren mit dem Chassis Dallara SF14 und Reifen von Bridgestone.
| Team                            | Nr. | Fahrer                       | Motor         | Rennen   |
| ------------------------------- | --- | ---------------------------- | ------------- | -------- |
| Team Mugen                      | 1   | Naoki Yamamoto               | Honda HR-414E | 1–9      |
| Team Mugen                      | 2   | Yuhki Nakayama               | Honda HR-414E | 1–9      |
| Kondō Racing                    | 03  | James Rossiter               | Toyota RI4A   | 1–9      |
| Kygnus Sunoco Team LeMans       | 07  | Ryō Hirakawa                 | Toyota RI4A   | 1–9      |
| Kygnus Sunoco Team LeMans       | 08  | Loïc Duval                   | Toyota RI4A   | 1–3, 5–9 |
| Kygnus Sunoco Team LeMans       | 08  | Andrea Caldarelli            | Toyota RI4A   | 4        |
| HP Real Racing                  | 10  | Koudai Tsukakoshi            | Honda HR-414E | 1–9      |
| HP Real Racing                  | 11  | Vitantonio Liuzzi            | Honda HR-414E | 1–9      |
| KCMG                            | 18  | Yuichi Nakayama              | Toyota RI4A   | 1–9      |
| Lenovo Team Impul               | 19  | João Paulo Lima de Oliveira  | Toyota RI4A   | 1–9      |
| Lenovo Team Impul               | 20  | Kumar Ram Narain Karthikeyan | Toyota RI4A   | 1–9      |
| Nakajima Racing                 | 31  | Daisuke Nakajima             | Honda HR-414E | 1–9      |
| Nakajima Racing                 | 32  | Takashi Kogure               | Honda HR-414E | 1–9      |
| Drago Corse                     | 34  | Takuya Izawa                 | Honda RI4A    | 7–9      |
| Petronas Team TOM’S             | 36  | André Lotterer               | Toyota RI4A   | 1–4, 6–9 |
| Petronas Team TOM’S             | 36  | Andrea Caldarelli            | Toyota RI4A   | 5        |
| Petronas Team TOM’S             | 37  | Kazuki Nakajima              | Toyota RI4A   | 1–9      |
| P.μ/cerumo・INGING              | 38  | Hiroaki Ishiura              | Toyota RI4A   | 1–9      |
| P.μ/cerumo・INGING              | 39  | Yūji Kunimoto                | Toyota RI4A   | 1–9      |
| Docomo Team Dandelion Racing    | 40  | Tomoki Nojiri                | Honda RI4A    | 1–9      |
| Docomo Team Dandelion Racing    | 41  | Hideki Mutoh                 | Honda RI4A    | 1–9      |
| Tochigi Le Beausset Motorsports | 62  | Kōki Saga                    | Toyota RI4A   | 1–9      |

## Rennkalender
Die Saison 2014 umfasste sieben Rennwochenenden mit insgesamt neun Rennen.
| Nr. | Datum         | Rennstrecke | Sieger                      | Zweiter                     | Dritter                     |
| --- | ------------- | ----------- | --------------------------- | --------------------------- | --------------------------- |
| 1.  | 13. April     | Suzuka      | Loïc Duval                  | James Rossiter              | Hiroaki Ishiura             |
| 2.  | 18. Mai       | Fuji        | João Paulo Lima de Oliveira | Kazuki Nakajima             | Loïc Duval                  |
| 3.  | 18. Mai       | Fuji        | André Lotterer              | João Paulo Lima de Oliveira | Kazuki Nakajima             |
| 4.  | 13. Juli      | Fuji        | Kazuki Nakajima             | Ryō Hirakawa                | Yūji Kunimoto               |
| 5.  | 24. August    | Motegi      | João Paulo Lima de Oliveira | Hiroaki Ishiura             | Andrea Caldarelli           |
| 6.  | 14. September | Kamitsue    | André Lotterer              | Yūji Kunimoto               | João Paulo Lima de Oliveira |
| 7.  | 28. September | Sugō        | Tomoki Nojiri               | Kazuki Nakajima             | Loïc Duval                  |
| 8.  | 09. November  | Suzuka      | João Paulo Lima de Oliveira | Kazuki Nakajima             | André Lotterer              |
| 9.  | 09. November  | Suzuka      | Kazuki Nakajima             | André Lotterer              | Loïc Duval                  |

## Wertungen

### Punktesystem
Die Punkte wurden nach folgendem Schema vergeben:
| Punkteverteilung | Punkteverteilung | Punkteverteilung | Punkteverteilung | Punkteverteilung | Punkteverteilung | Punkteverteilung | Punkteverteilung | Punkteverteilung | Punkteverteilung | Punkteverteilung |
| ---------------- | ---------------- | ---------------- | ---------------- | ---------------- | ---------------- | ---------------- | ---------------- | ---------------- | ---------------- | ---------------- |
| Rennen           | Platz            | 1                | 2                | 3                | 4                | 5                | 6                | 7                | 8                | PP               |
| 1, 4–7           | Punkte           | 10               | 8                | 6                | 5                | 4                | 3                | 2                | 1                | 1                |
| 2, 3             | Punkte           | 5                | 4                | 3                | 2,5              | 2                | 1,5              | 1                | 0,5              | 1                |
| 8, 9             | Punkte           | 8                | 4                | 3                | 2,5              | 2                | 1,5              | 1                | 0,5              | 1                |

### Fahrerwertung
| Pos. | Fahrer              | SU1 | FUJ | FUJ | FUJ | MOT | AUT | SUG | SU2 | SU2 | Punkte |
| ---- | ------------------- | --- | --- | --- | --- | --- | --- | --- | --- | --- | ------ |
| 01   | K. Nakajima         | 6   | 2   | 3   | 1   | 7   | 6   | 2   | 2   | 1   | 46,0   |
| 02   | J. Lima de Oliveira | 7   | 1   | 2   | DNF | 1   | 3   | DNF | 1   | 4   | 39,5   |
| 03   | A. Lotterer         | 5   | 4   | 1   | 6   |     | 1   | DNF | 3   | 2   | 34,5   |
| 04   | L. Duval            | 1   | 3   | 4   | INJ | 4   | 15  | 3   | 11  | 3   | 29,5   |
| 05   | H. Ishiura          | 3   | DNF | 11  | 4   | 2   | 8   | 6   | 5   | 7   | 26,0   |
| 06   | J. Rossiter         | 2   | 6   | 17  | 8   | 8   | 5   | 4   | 6   | 10  | 22,0   |
| 07   | Y. Kunimoto         | 13  | 5   | 7   | 3   | 13  | 2   | 9   | 4   | DNF | 19,5   |
| 08   | R. Hirakawa         | 4   | DNF | 8   | 2   | 10  | 13  | 8   | 16  | 5   | 16,5   |
| 09   | N. Yamamoto         | 11  | DNF | 5   | 5   | 15  | 7   | 7   | 7   | 6   | 14,5   |
| 10   | T. Nojiri           | 9   | DNF | 15  | 12  | 9   | 9   | 1   | 12  | 9   | 10,0   |
| 11   | K. Tsukakoshi       | 14  | DNS | 9   | DNF | 6   | 4   | DNF | 8   | 13  | 8,5    |
| 12   | A. Caldarelli       |     |     |     | DNF | 3   |     |     |     |     | 7,0    |
| 13   | K. Karthikeyan      | DNF | 7   | 6   | 7   | DNF | 17* | 11  | 10  | 8   | 5,0    |
| 14   | H. Mutoh            | 10  | 10  | 12  | 11  | 5   | 10  | 12  | 13  | 12  | 4,0    |
| 15   | D. Nakajima         | DNF | 9   | 14  | 9   | 16  | 12  | 5   | 9   | 15  | 4,0    |
| 16   | V. Liuzzi           | 8   | 8   | 10  | DNF | 14  | DNF | DNF | 15  | 11  | 1,5    |
| –    | T. Kogure           | DNF | DNF | DNS | DNF | 11  | DNF | 10  | DNF | 16  | 0,0    |
| –    | Yc. Nakayama        | DNF | 13  | 16  | 10  | DNF | 16  | 13  | DNF | 18  | 0,0    |
| –    | K. Saga             | DNF | 11  | 13  | DNF | 17  | 11  | DNF | DNF | 19  | 0,0    |
| –    | Yk. Nakayama        | 12  | 12  | 18  | 13  | 12  | 14  | 14  | DNF | 17  | 0,0    |
| –    | T. Izawa            |     |     |     |     |     |     | DNF | 14  | 14  | 0,0    |
| Pos. | Fahrer              | SU1 | FUJ | FUJ | FUJ | MOT | AUT | SUG | SU2 | SU2 | Punkte |

| Farbe                        | Bedeutung                               | Bedeutung |
| ---------------------------- | --------------------------------------- | --- |
| Gold                         | Sieger                                  | Sieger |
| Silber                       | 2. Platz                                | 2. Platz |
| Bronze                       | 3. Platz                                | 3. Platz |
| Grün                         | Platzierung in den Punkten              | Platzierung in den Punkten |
| Blau                         | Klassifiziert außerhalb der Punkteränge | Klassifiziert außerhalb der Punkteränge                                                                                         |
| Violett                      | Rennen nicht beendet (DNF)              | Rennen nicht beendet (DNF) |
| Violett                      | nicht klassifiziert (NC)                | |
| Rot                          | nicht qualifiziert (DNQ)                | nicht qualifiziert (DNQ) |
| Schwarz                      | disqualifiziert (DSQ)                   | disqualifiziert (DSQ) |
| Weiß                         | nicht am Start (DNS)                    | nicht am Start (DNS) |
| Weiß                         | zurückgezogen (WD)                      | |
| Weiß                         | Rennen abgesagt (C)                     | |
| Blanko                       | nicht teilgenommen                      | nicht teilgenommen |
| Blanko                       | verletzt oder krank (INJ)               | |
| Blanko                       | ausgeschlossen (EX)                     | |
| sonstige Formate und Zeichen | P/fett                                  | Pole-Position |
| sonstige Formate und Zeichen | kursiv                                  | Schnellste Rennrunde (in der GP2-Serie/FIA-Formel-2-Meisterschaft ab 2008 für die schnellste Rennrunde der besten zehn Piloten) |
| sonstige Formate und Zeichen | *                                       | nicht im Ziel, aufgrund der zurückgelegten Distanz aber gewertet                                                                |
| sonstige Formate und Zeichen | unterstrichen                           | Führender in der Gesamtwertung                                                                                                  |